# William Hunter McCrea
Sir William Hunter McCrea, angleški astronom in matematik, * 13. december 1904, Dublin, † 25. april 1999, Lewes, East Sussex, Anglija.
McCrea je bil med letoma 1961 in 1963 predsednik Kraljeve astronomske družbe.